# Thryonomys
Thryonomys és un gènere de rosegadors que viuen a tot Àfrica al sud del Sàhara, l'únic vivent de la família del trionòmids. La gent se'ls menja en alguns països africans i se'ls considera una plaga en molts conreus. S'alimenten principalment d'herba i canyes, però també consumeixen fruita i nous.